# Scaptodrosophila pilopalpus
Scaptodrosophila pilopalpus är en tvåvingeart som först beskrevs av Lin och Ting 1971.  Scaptodrosophila pilopalpus ingår i släktet Scaptodrosophila och familjen daggflugor.
Artens utbredningsområde är Taiwan. Inga underarter finns listade i Catalogue of Life.